# Lambda Virginis
Désignations
Lambda Virginis (λ Virginis / λ Vir) est une étoile binaire de la constellation zodiacale de la Vierge. Elle est visible à l'œil nu avec une magnitude apparente combinée de 4,52. Elle porte également le nom traditionnel de Khambalia. Les deux composantes du système sont désignées Lambda Virginis A et Lambda Virginis B. Les mesures de parallaxe placent le système à une distance de ∼ 173 a.l. (∼ 53 pc) du Soleil.

## Nomenclature
λ Virginis, latinisé Lambda Virginis, est la désignation de Bayer du système. La désignation des deux composantes comme Lambda Virginis A et B découle de la convention utilisée par le Washington Multiplicity Catalog (WMC) pour les systèmes d'étoiles multiples et adoptée par l'Union astronomique internationale (UAI).
L'étoile se trouve dans la station lunaire à qui le nom de χαμβαλια (khambalia) a été donné dans une liste copte de stations lunaires manuscrites, qui, selon Walter Ewing Crum, étaient soit en grec « dégradé », soit, dans quelques cas, des équivalents coptes de noms grecs. Étant donné que les Grecs n'utilisaient pas de stations lunaires, l'origine de ces noms est inconnue. La source d'Allen traduit le nom par « le tordu », et l'identifie avec le mot grec γαμψωλή (gampsôlê), que Liddell et Scott identifient comme une variante de γαμψότης (gampsotês) « courbure, forme crochue » (le copte ne possède pas de son /ɡ/, et utilise donc souvent k pour retranscrire le g dans les mots grecs, quoique kh n'est pas usuel.).
En 2016, l'UAI a organisé un groupe de travail sur les noms d'étoiles afin de répertorier et de normaliser les noms propres pour les étoiles. Le groupe de travail a décidé d'attribuer des noms propres aux étoiles individuelles plutôt qu'aux systèmes entiers. Il a approuvé le nom Khambalia pour la composante Lambda Virginis A le 30 juin 2017 et il figure désormais dans la liste des noms d'étoiles approuvés par l'UAI.
En Chine, Lambda Virginis fait partie de l'astérisme 亢宿 (Kàng Xiù), signifiant Cou, qui comprend également Kappa Virginis, Iota Virginis et Phi Virginis. Lambda Virginis elle-même est connue comme 亢宿四 (Kàngsusì), « la quatrième étoile du Cou ».

## Propriétés
Lambda Virginis est une binaire spectroscopique à raies doubles avec une période orbitale de 206,7 jours et une excentricité faible de 0,0610. Le demi-grand axe du système équivaut dans le ciel à une taille angulaire de 0,02 seconde d'arc, ce qui, considérant sa distance, correspond à une séparation physique de 1,050 ± 0,007 ua. Son orbite est inclinée selon un angle de 110° par rapport à la ligne de mire de la Terre. Les théories prédisent que l'orbite des étoiles pourrait éventuellement se circulariser et que leur vitesse de rotation deviendra synchrone avec leur mouvement orbital. Cela se produira lorsque les étoiles seront âgées de plus de 1,2 milliard d'années, alors que leur âge actuel est estimé à 935 millions d'années.
Le spectre combiné des deux composantes de Lambda Virginis leur donne un type spectral A1V, ce qui correspond à une étoile blanche de la séquence principale. Elles ont une magnitude apparente de +5,0 et de +5,6 respectivement. De plus, ce sont deux étoiles chimiquement particulières de type Am. Lambda Virginis A semble tourner sur elle-même environ 3,5 fois plus rapidement que sa compagne.